# Jimmie Ericsson
Sven Jimmie Ericsson, född 22 februari 1980 i Skellefteå, är en svensk tidigare professionell ishockeyspelare som spelade största delen av sin karriär för Skellefteå AIK. Han är äldre bror till Detroit Red Wings-spelaren Jonathan Ericsson.

## Karriär
Jimmie Ericssons moderklubb är Vita Hästen i Norrköping där han började spela vid sju års ålder. Då han var femton började han på ishockeygymnasiet i Södertälje och återvände sen som A-lagspelare till Vita Hästen 1999. Efter tre säsonger där gick Jimmie Ericsson vidare till Skellefteå AIK. Han har även spelat för Södertälje SK och Leksands IF. 
Efter två finalförluster ledde han säsongen 2012/2013 Skellefteå AIK till sitt första guld sedan 1978. Han tilldelades Guldpucken och Peter Forsberg Trophy. Han var senare med och vann VM-guld med det svenska landslaget under ishockey-VM 2013. där han spelade trots ett brutet revben.
Under säsongen 2013/2014 spelade Jimmie Ericsson återigen en nyckelroll när Skellefteå AIK tog sitt andra raka SM-guld efter finalseger mot Färjestads BK med 4-0 i matcher. Han vann slutspelets skytteliga med 12 gjorda mål. Endast Jakob Silfverberg har gjort fler mål i ett slutspel (13 st). Under säsongen blev också Jimmie Ericsson uttagen till Pär Mårts trupp till OS i Sotji som enda spelare från SHL. Efter slutspelet togs även Ericsson ut i den svenska truppen till VM i Minsk. Efter en stark säsong i SHL och även i landslaget erbjöds Ericsson ett kontrakt av SKA Sankt Petersburg i KHL som han nappade på.
Inför säsongen 2015/2016 återvände Ericsson till Skellefteå AIK och skrev på ett ettårskontrakt med option till ytterligare ett år.
Ericsson gick ut i början av 2020 med att hans ishockeykarriär var över. Han hade efter sin olycka i februari 2019, då hans hälsena och vadmuskel blev illa skadad, gått på rehabilitering för att kunna fortsätta med ishockeyn, men i mitten av december beslutade han sig om att avsluta karriären.

## Klubbar
- Södertälje SK 1998–1999
- HC Vita Hästen 1999–2002
- Skellefteå AIK, 2002–2005,
- Leksands IF, 2005–2006
- Skellefteå AIK, 2006-2014
- SKA St. Petersburg 2014-2015
- Skellefteå AIK 2015-2019

## Meriter
- VM-brons 2010
- VM-silver 2011
- VM-guld 2013
- VM-brons 2014
- SM-silver 2011
- SM-silver 2012
- SM-guld 2013
- SM-guld 2014
- Guldpucken 2013
- Peter Forsberg Trophy 2013
- OS-silver 2014
- KHL-guld 2015

## Fotnoter
1. ↑  Namnet stavas Eriksson i folkbokföringen